# Јажинце (Јегуновце)
Јажинце (мкд. Јажинце) је насеље у Северној Македонији, у северном делу државе. Јажинце припада општини Јегуновце.

## Географија
Насеље Јажинце је смештено у северном делу Северне Македоније, близу државне границе са Србијом (1 km североисточно од насеља). Од најближег већег града, Тетова, насеље је удаљено 27 km североисточно.
Јажинце се налази у доњем делу историјске области Полог. Насеље је положено на северном ободу Полошког поља. Јужно насеља се пружа поље, а северно и западно се издиже Шар-планина. Надморска висина насеља је приближно 800 метара.
Клима у насељу је планинска због знатне надморске висине.

## Становништво
Јажинце је према последњем попису из 2002. године имало 1.099 становника.
Претежно становништво у насељу су Албанци (98%).
Већинска вероисповест је ислам.